# 妙探闖通關
《妙探闖通關》（英語：Sam & Max）為美國漫畫家史蒂夫·普賽爾於1987年推出的漫畫作品。內容為描述一對擬人化的狗警探山姆（Sam）與他的兔子幫手麥斯（Max），處理各種五花八門接洽案件的趣味故事。
此漫畫後續多次曾被LucasArts、Telltale Games等廠商改編為電子遊戲外，並有製作成電視動畫影集等衍生作品。

## 漫畫內容

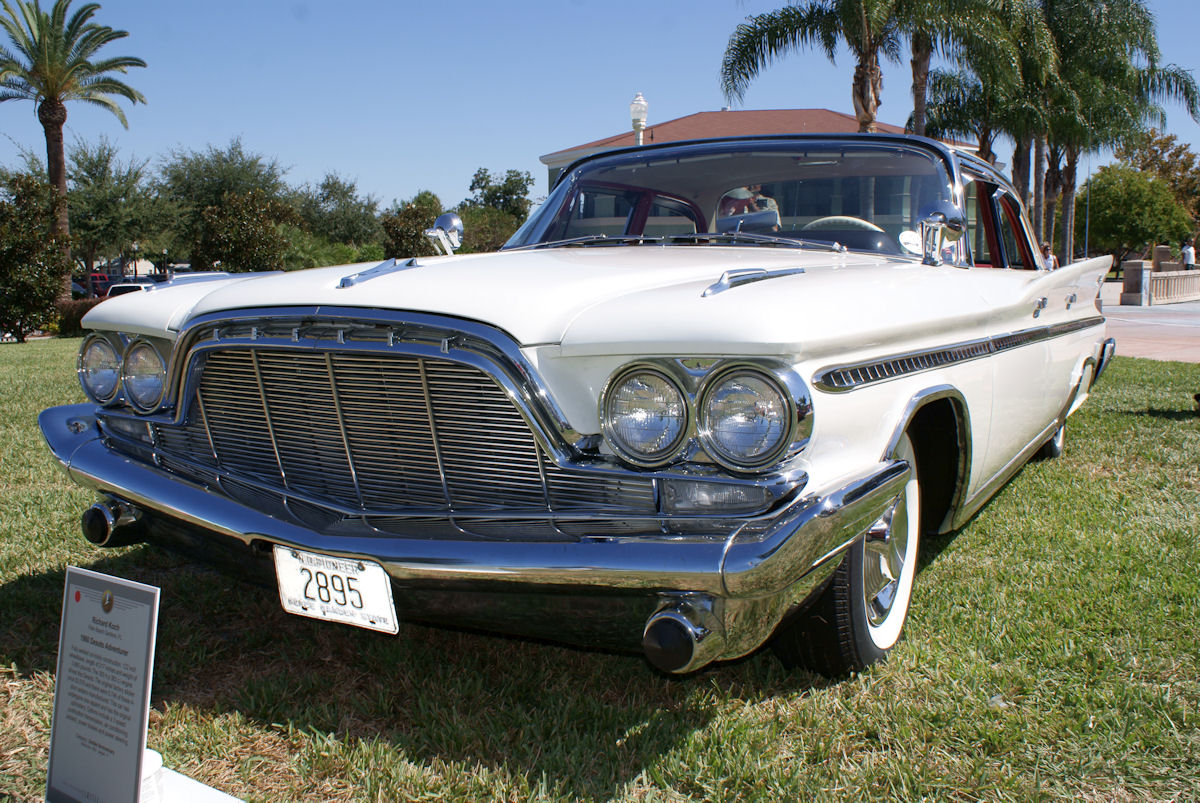
1960年代的迪索托汽車是漫畫裡山姆所用車輛。

### 劇情
漫畫的劇情主要以單元劇的形式為主。故事裡的山姆與麥斯平時待在位於紐約一帶的事務所待命洽案，他們除了接受各種案件的委託外；也常前往不同的異國冒險。
而作品裡的舞台不限於現實存在的美國、菲律賓等地點，還延伸至地表外的月球或是一些虛構世界。

### 角色描述
在漫畫裡；狗警探山姆的外型被描述為六呎高、帶著軟呢帽、身著深色的警探服模樣。 基於著雖然有些古怪的正義感；山姆熱愛他的警探工作，而山姆熟知各種生活常識，包含一些生澀冷門的話題事物。平時山姆個性穩重，不像他的夥伴麥斯常有衝動易怒情況。山姆使用的防衛武器則是一把外觀異常巨大的左輪手槍，並且以一輛60年代的迪索托汽車作為代步工具。
麥斯則是一個三呎高、裂著大嘴、性格上有過動性質的兔子，外觀則不像山姆有身著人類衣物的模樣。他平時有著癲瘋、難以捉模的行徑，並喜歡以較激進、偏向暴力的方式來解決問題，且常攜帶一把魯格手槍在身旁。儘管麥斯也常對山姆有無禮的行為，但他內心願意保護山姆並替他付出一切，雖然麥斯也有著若他即將面臨離世；也想要山姆陪他一起死去的想法。而普賽爾個人認為，漫畫裡的麥斯是最能表現出心理學上本我、自我與超我理論的角色。

## 創作靈感
《妙探闖通關》的作品靈感來自於史蒂夫·普賽爾的弟弟戴文（Dave），當時他弟弟在小時曾想出一個以狗和兔子為組合的偵探團故事；並常在屋內留下一堆他畫到一半的漫畫，而普塞爾便抱著來比高下的心態把他留下的漫畫畫完，並且另外以自己想出的內容來解讀作品，而他與弟弟也常故意彼此嘲弄對方畫出來的東西。在長大後，普賽爾開始計畫把過去拿來開玩笑的東西作為往後正式發表的漫畫，他弟弟則在1970年代末期裡於普賽爾生日時，表示願意把自己所想出的狗與兔子偵探組合角色之創作權利交給普賽爾，並且特別弄了一份附上簽名的個人聲明。在普賽爾就讀加州藝術學院的1980年代期間，開始嘗試在校內週末報章發表《妙探闖通關》的漫畫。而當時在校園裡創作的內容，成為之後1987年普賽爾在Fishwrap Productions出版商正式發表《妙探闖通關》作品的雛形。
而《妙探闖通關》裡的一些小情節是出自於普賽爾個人經歷，像他曾飼養的老鼠便成為劇中串場角色。另外漫畫裡山姆和麥斯會玩一種稱為「fizzball」的遊戲，該遊戲玩法是把罐裝啤酒扔出後用斧頭的把柄一端敲出去，而此遊戲是普賽爾和同樣從事漫畫家的朋友麥克·米格諾拉、以及亞瑟·亞當斯（Arthur Adams）所想出的。

## 連載

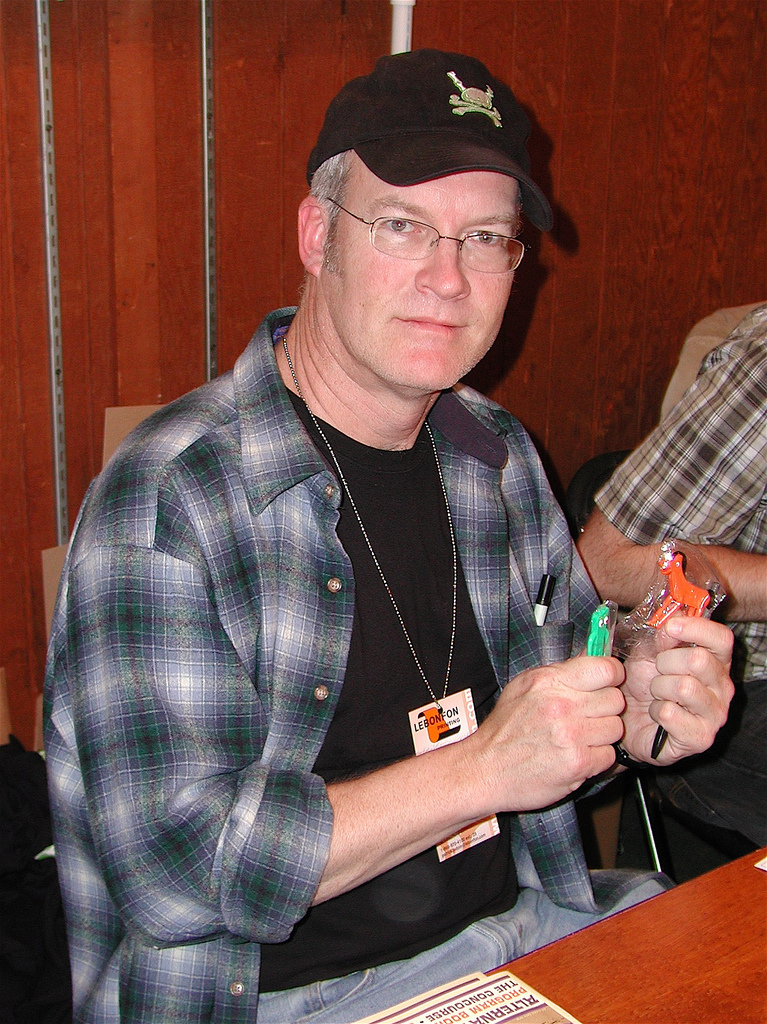
創作《妙探闖通關》的史蒂夫·普賽爾。

### 經緯
於1987年由Fishwrap Productions出版社發行的《Monkeys Violating The Heavenly Temple》，是《妙探闖通關》系列裡首次在市面上露面的章節作品。隨後史蒂夫·普賽爾曾在Comico、Epic Comics等出版社發表，其中1989年的篇幅《On the Road》；則成為往後1993年LucasArts遊戲商發行的電子遊戲《妙探闖通關 大腳之謎》改編題材來源。
而普賽爾在LucasArts裡就職期間，也有在該公司發行的遊戲報導季刊《The Adventurer》上刊登《妙探闖通關》漫畫；且一共創作了十二篇內容，其中該時期LucasArts所推出的冒險遊戲如《猴島小英雄》系列、《極速天龍》、或是LucasArts母公司盧卡斯影業拍攝的電影《星際大戰》系列等等裡頭的內容情節，也曾被普賽爾作為漫畫裡惡搞致意的題材。於1995年普賽爾則將他過去在《The Adventurer》刊登的作品整理成名為《Surfin' the Highway》的合輯發表。
2005年12月起至2007年普賽爾在遊戲商Telltale Games的網站上，以網路漫畫形式再次推出《妙探闖通關》的新作品，之後因此而得到2007年埃斯納獎裡最佳網路漫畫作品的項目。而2007年正逢《妙探闖通關》自發表以來的第二十週年慶，Telltale Games的職員傑克·羅德金也協助普賽爾推出相關的漫畫紀念合輯。

### 作品列表
- Monkeys Violating The Heavenly Temple（1987年）
- Night of the Cringing Wildebeest（1987年）
- Night of the Gilded Heron-Shark（1987年）
- Fair Wind to Java（1988年）
- On the Road（1989年）
- Our Bewildering Universe（1989年）
- The Damned Don't Dance（1990年）
- Ponderings of the Ages（1992年）
- Bad Day on the Moon（1992年）
- Beast from the Cereal Aisle（1992年）
- Terror on the Tanbark（1992年）
- Special Color Collection（1992年發行的合輯）
- Surfin' the Highway（1995年發行的合輯；於2007年再版）
- The Kids Take Over!（1997年）
- Skeptical Investigators（1998年）
- Action Figure Surgery（1998年）
- The Big Sleep（2005年12月9日至2007年4月18日）

## 衍生改編作品

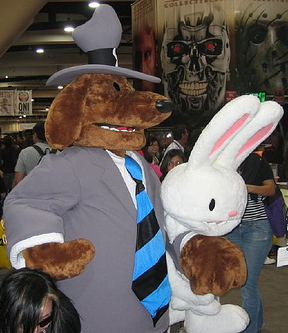
2007年在聖地牙哥國際動漫展會場上《妙探闖通關》漫畫角色的造型擺飾。

### 電子遊戲
在史蒂夫·普賽爾於LucasArts就職時，因在發行的季刊《The Adventurer》上連載《妙探闖通關》獲得讀者正面回應，因此LucasArts便計畫將此漫畫改編為公司旗下的冒險遊戲之一。當時普賽爾除親自擔任該遊戲的美術內容外；並參與了設計部分。而首款《妙探闖通關》遊戲《妙探闖通關 大腳之謎》則在1993年冬季期間上市。
後續《妙探闖通關》曾有多次進行第二款遊戲開發的計畫，包含由前LucasArts員工組成的Infinite Machine遊戲公司、以及LucasArts自身都分別曾在2001年與2002年都有宣布將進行《妙探闖通關》新遊戲的開發，但以上計畫最後都被宣布中止進行，其中LucasArts在發表停止遊戲開發一事後；曾遭到許多遊戲迷反彈表達不滿。
《妙探闖通關》的新遊戲《妙探闖通關 拯救世界》之後遲滯2006年，才由被另外一群前LucasArts員工組成的Telltale Games公司給正式推出。而Telltale Games不僅在2006年至2010年期間發表了三款《妙探闖通關》系列遊戲，並且將作品主角山姆與麥斯客串在其它由Telltale Games所開發的遊戲中；如《道具撲克夜》裡。

### 電視動畫
於1997年10月4日至1998年4月25日期間，加拿大的動畫室Nelvana推出了《妙探闖通關》的改編電視動畫《妙探闖通關：自由警探的冒險》（ The Adventures of Sam & Max: Freelance Police），該動畫則曾於加拿大、美國、英國等地播放。
而為了讓內容符合較幼齡孩童觀看，原作漫畫裡山姆和麥斯常拿著槍枝的場景則被消去並減少暴力場景描寫；雖然動畫裡仍帶有一些年長者才能理解的嘲諷笑話。此動畫影集之後則拿下1998年雙子座獎裡最佳動畫節目獎項。

## 評價
一些如IGN、或Wired等媒體網站認為《妙探闖通關》的成功，來自於幽默故事情節、以及鮮明的角色設計。但IGN一方也有認為此漫畫是托1993年所改編的電子遊戲《妙探闖通關 大腳之謎》在市場上獲得成功，才真正順勢打響知名度的反向看法。

## 外部連結
- 《妙探闖通關》官方部落格（页面存档备份，存于）（英文）